# Asarum forbesii
Asarum forbesii là một loài thực vật có hoa trong họ Aristolochiaceae. Loài này được Maxim. mô tả khoa học đầu tiên năm 1887.